# Erwin Neuenschwander
Erwin Alfred Neuenschwander (Zurique, 25 de junho de 1942) é um historiador da matemática suíço.

## Vida
Neuenschwander estudou matemática, física e cristalografia em Zurique. Paralelamente também lidou com biologia, química, geografia, bem como história e filosofia. Em 1969 recebeu o diploma em matemática. Obteve um doutorado em 1972 na Universidade de Zurique, orientado por Bartel Leendert van der Waerden, com a tese Die ersten vier Bücher der Elemente Euklids : Untersuchungen über den mathematischen Aufbau, die Zitierweise und die Entstehungsgeschichte. Obteve a habilitação em 1974. No início da década de 1980 esteve na Universidade Harvard e depois com Detlef Laugwitz na Universidade Técnica de Darmstadt. É desde 1995 Titularprofessor na Universidade de Zurique.
Neuenschwander lidou principalmente com Euclides e a história da teoria das funções (Bernhard Riemann, Felice Casorati, Karl Weierstrass). Descobriu que Riemann já em suas aulas integrou elementos da escola de séries de potência concorrentes da teoria das funções de Weierstrass e Cauchy e não muito mais tarde. Para tanto, examinou sistematicamente as notas de aula dos alunos de Riemann e publicou algumas delas. Com Laugwitz descobriu que Riemann usou em 1856 a fórmula de Cauchy-Hadamard em suas aulas, mostrando que a fórmula publicada pela primeira vez por Cauchy em 1821 não caiu em esquecimento até sua aplicação por Jacques Hadamard.

## Obras
- Riemanns Einführung in die Funktionentheorie. Vandenhoeck & Ruprecht, Göttingen 1996, ISBN 978-3-525-82121-3.
- Studies in the history of complex function theory I: The Casorati-Weierstrass Theorem. In: Historia Mathematica. Bd. 5, 1978, p. 139–166.
- Studies in the history of complex function theory II: Interactions among the French school, Riemann, and Weierstraß. In:  Bulletin of the American Mathematical Society. 1981, S. 87–105 (online).
- Riemann und das «Weierstraßsche» Prinzip der analytischen Fortsetzung durch Potenzreihen. In: Jahresbericht der Deutschen Mathematiker-Vereinigung. Bd. 82, 1980, p. 1–11.
- Über die Wechselwirkungen zwischen der französischen Schule, Riemann und Weierstraß. Eine Übersicht mit zwei Quellenstudien, Archive for History of Exact Sciences, Band 24, 1981, p. 221–255
- Abschnitt Switzerland. In:  Joseph W. Dauben, Christoph J. Scriba: Writing the history of mathematics. Birkhäuser, Basel 2002, ISBN 978-3764361679.
- Die ersten vier Bücher der Elemente Euklids, Archive for the History of Exact Sciences, Band 9, 1973, p. 325–380
- Die stereometrischen Bücher der Elemente Euklids, Archive for the History of Exact Sciences, Band 14, 1975, p. 91–125
- Riemanns Vorlesungen zur Funktionentheorie. Allgemeiner Teil, Preprint 1086, Fachbereich Mathematik TH Darmstadt 1987